# Baton Breučki
Baton Breučki je bio vođa plemena Breuka, ilirskog plemena koje se borilo protiv Rimskog Carstva u ratu poznat kao Batonski rat. Baton Breučki se ujedinjuje s Batonom I. Dezitijatom te oni nanose rimskoj vojsci jedne od najtežih poraza. 8. godine, što zbog povremenih napada Rimljana, ali više zbog svađe, Breuci su bili potpuno poraženi na rijeci Batinus (najvjerojatnije Bosna). Baton Breučki je izdao Pineusa Rimljanima, a onda sam zagospodario plemenom. Međutim, ubrzo ga je zarobio Baton Dezidijat, koji je uspio nagovoriti većinu Breuka da se ponovno pobune. Na kraju je Baton Breučki pogubljen nakon zasjedanja Dezidijata.

## Poveznice
- Batonski rat